# Browningia hernandezii
Browningia hernandezii là một loài thực vật có hoa trong họ Cactaceae. Loài này được Fern.Alonso mô tả khoa học đầu tiên năm 2006.